# روجر بيري
روجر بيري (بالإنجليزية: Roger Perry)‏ (و. 1933 – م) هو ضابط، وممثل، وممثل تلفزيوني، من الولايات المتحدة الأمريكية، ولد في دافنبورت.

## الخدمة العسكرية
خدم في القوات الجوية الأمريكية.

## وصلات خارجية
- روجر بيري على موقع IMDb (الإنجليزية)
- روجر بيري على موقع روتن توميتوز (الإنجليزية)
- روجر بيري على موقع ألو سيني (الفرنسية)
- روجر بيري على موقع أول موفي (الإنجليزية)
- روجر بيري على موقع قاعدة بيانات الأفلام السويدية (السويدية)
- روجر بيري على موقع قاعدة بيانات الفيلم (الإنجليزية)
- روجر بيري على موقع كينوبويسك (الروسية)